# Battaglia di Kajmakchalan
La battaglia di Kajmakchalan fu una battaglia combattuta sul fronte macedone, durante la prima guerra mondiale. La battaglia fa parte dell'insieme di scontri che videro coinvolti il Regno di Serbia, schierato con l'Intesa, e il Regno di Bulgaria, schierato con gli imperi centrali. La battaglia è conosciuta anche per il gran numero di perdite che soffrì l'esercito serbo e per la grande prova di forza che diedero entrambi gli schieramenti.
La battaglia ebbe luogo dal 12 al 30 settembre 1916, quando l'esercito serbo, dopo aver sofferto perdite molto elevate, riuscì a catturare il "picco del profeta Elia", a 2 524 metri sul livello del mare, spingendo i Bulgari verso Mariovo, dove questi ultimi crearono una nuova linea difensiva. Dal 26 al 30 settembre il picco passò di mano innumerevoli volte fino a che l'esercito serbo non lo conquistò definitivamente.
Lo scontro fu sanguinoso per entrambi i contendenti. I serbi al 23 settembre, sette giorni prima della fine della battaglia, contavano tra le loro file circa 10,000 uomini morti o feriti.
Le compagnie bulgare furono ridotte a 90 uomini l'una e un reggimento contava 73 ufficiali e 3,000 uomini fuori combattimento.
Sul piano strategico, la battaglia non fu un grande successo per gli Alleati, poiché l'inverno, che stava arrivando, quasi impedì ulteriori azioni offensive.
Ai giorni nostri vi è una piccola chiesetta sul picco del profeta Elia, dove riposano i soldati Serbi morti durante lo scontro. Essa è un noto sito culturale e anche un'attrazione turistica.